# Tipula aequitorialis
Tipula aequitorialis är en tvåvingeart som beskrevs av Alexander 1940. Tipula aequitorialis ingår i släktet Tipula och familjen storharkrankar. Inga underarter finns listade i Catalogue of Life.